# Біг на довгі дистанції

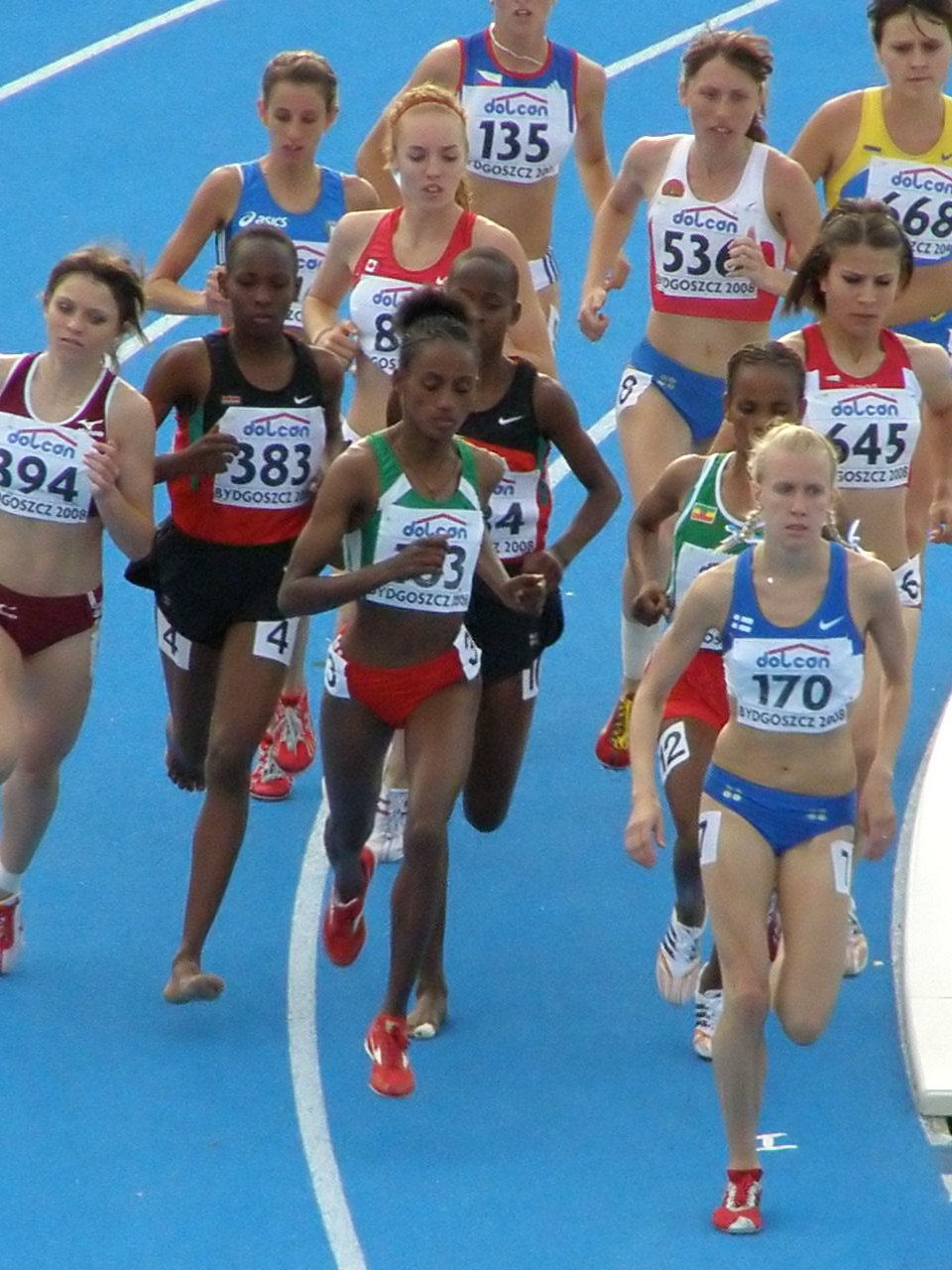
Біг на довгі дистанції у жінок

Біг на довгі дистанції — сукупність легкоатлетичних бігових дисциплін на стадіоні, що об'єднує дистанції до яких відносять 2 милі (3218 метрів), 5000 метрів, 10 000 метрів, 15 000 метрів, 20 000 метрів, 25 000 метрів, 30 000 метрів. Найпрестижнішими, олімпійськими, є дистанції в 5000 і 10 000 метрів.
Змагання на дистанціях понад 10 000 метрів дуже рідко проводяться на стадіоні, а частіше на шосе. За класифікацією ІААФ подібні змагання належать до категорії «Пробігів» (біг по шосе). Довжина дистанцій при бігу по шосе вимірюється в кілометрах, на стадіоні — в метрах.

## Кут нахилу тіла
Кут нахилу тіла в бігу на довгі дистанції дорівнює приблизно 75 — 80°, в бігу на середні дистанції — 70 — 75°, а на короткі — 55 — 60°. тобто чим менше дистанція і більше швидкість, тим більше нахил тіла вперед.

## Характерні риси бігу на довгі дистанції
1.Кут відштовхування становить 50-55°.

2. Кут згинання махової ноги в колінному суглобі знаходиться в межах 25-30°.

3.Довжина кроку дорівнює 160—220 см.

4.Частота рухів (темп) — 3,5-4,5 кроків/с, або 190—200 кроків / хв.

5.Розмах вертикальних коливань до 7,5 см.

## Приземлення
У бігу на довгі дистанції частіше спостерігається приземлення з п'яти (хоча буває і з носка), а в бігу на короткі та середні дистанції — зазвичай з носка (іноді з латерального краю переднього відділу стопи).

## Етапи бігового процесу
Умовно виділяють такі етапи бігового процесу: старт і стартовий розгін, біг по дистанції і фініш.
У бігу на середні і довгі дистанції раціональна тактика зводиться до майже рівномірного розподілу сили по всій дистанції.